# Victor Rutenburg
Viktor Ivanovič Rutenburg (Mosca, 11 novembre 1911 – San Pietroburgo, 6 maggio 1988) è stato uno storico sovietico tra i massimi esperti in storia dell'Italia tardomedievale e rinascimentale.
Nacque in una famiglia di insegnanti di lingue e letteratura. Dopo aver frequentato l'istituto pedagogico di Dnepropetrovsk si iscrisse all'Università di Leningrado dove  ebbe come maestri eminenti medievisti sovietici. Per via del suo interesse nello studio dell'esperanto, nel 1938 venne arrestato durante le grandi purghe volute da Iosif Stalin e tenuto in carcerazione preventiva per quasi un anno. Nel 1940 si laureò ed entrò nel corso di perfezionamento in storia del medioevo.
Allo scoppio della seconda guerra mondiale venne arruolato nell'esercito. Terminato il conflitto fece ritorno a Leningrado come ricercatore per l'università entrando a far parte del corpo docenti a partire la 1950. Nel 1959 conseguì il dottorato con una tesi riguardate "I movimenti popolari nelle città d'Italia".
Scrisse opere su alcuni dei più importanti protagonisti del Rinascimento, come Machiavelli, concentrandosi in particolare alle questioni economiche e all'influenza della religione sulla società rinascimentale e sul pensiero umanistico.
Tra i suoi saggi più importanti: Saggio sulla storia del primitivo capitalismo italiano (1951), Le sommosse antipapali nell'Italia del XIV sec. (1957), Popolo e movimenti popolari nell'Italia del '300 e '400 (1971), La città italiana dall'Alto Medioevo al Rinascimento: sintesi (1987).